# Eduardo Pereira
Eduardo Pereira Martínez (Montevideo, Uruguay, 21 de marzo de 1954) es un exfutbolista uruguayo que jugaba de portero. 
Actualmente es Coordinador deportivo y ayudante técnico de formativas en el Club Atlético Juventud Unida de la ciudad de libertad.  
En dicho club ya ha ganado ligas tanto con primera división como en formativas en ese cargo.   

## Orígenes
Se inicia en el C.A. Ámsterdam de Paso de los Toros, departamento de Tacuarembó, debutando en primera división a nivel amateur con tan solo 15 años,en 1969, pasando luego por divisiones formativas de Nacional de Montevideo entre 1970 y 1972 para luego enrolarse nuevanente en Ámsterdam, teniendo un pasaje por el equipo principal de este club isabelino entre 1972 y 1973 antes de volver al fútbol profesional, para jugar por Peñarol al año siguiente.

## Copa Libertadores 1987
Fue el capitán de Peñarol en la Copa Libertadores de 1987, torneo conseguido por el club uruguayo, en agónica final contra América de Cali.

## Selección nacional
Ha sido internacional con la selección de fútbol de Uruguay en 10 oportunidades. También representó a su país en la Copa del Mundo de Italia 1990.
Fue campeón de la Copa América de 1987 en Argentina.

### Participaciones en Copas del Mundo
| Mundial                        | Sede   | Resultado        | Partidos | Goles |
| ------------------------------ | ------ | ---------------- | -------- | ----- |
| Copa Mundial de Fútbol de 1990 | Italia | Octavos de final | 0        | 0     |

### Participaciones en Copas de América
| Copa América      | Sede      | Resultado | Partidos | Goles |
| ----------------- | --------- | --------- | -------- | ----- |
| Copa América 1987 | Argentina | Campeón   | 2        | 0     |

## Clubes
| Club            | País      | Año       |
| --------------- | --------- | --------- |
| Peñarol         | Uruguay   | 1974      |
| Guaraní         | Paraguay  | 1974-1977 |
| Salamanca       | España    | 1977-1979 |
| Español         | España    | 1978-1979 |
| Sabadell        | España    | 1981-1983 |
| Wanderers       | Uruguay   | 1984      |
| Peñarol         | Uruguay   | 1985-1987 |
| Independiente   | Argentina | 1988-1990 |
| Central Español | Uruguay   | 1992      |
| Liverpool       | Uruguay   | 1993      |

## Palmarés

### Campeonatos nacionales
| Título               | Club          | País      | Año  |
| -------------------- | ------------- | --------- | ---- |
| Campeonato Uruguayo  | Peñarol       | Uruguay   | 1974 |
| Campeonato Uruguayo  | Peñarol       | Uruguay   | 1985 |
| Campeonato Uruguayo  | Peñarol       | Uruguay   | 1986 |
| Campeonato Argentino | Independiente | Argentina | 1989 |

### Copas internacionales
| Título            | Club (*)             | País    | Año  |
| ----------------- | -------------------- | ------- | ---- |
| Copa América      | Selección de Uruguay | Uruguay | 1987 |
| Copa Libertadores | Peñarol              | Uruguay | 1987 |